# جیسون لیلند ادمز
جیسون لیلند ادمز (به انگلیسی: Jason Leland Adams) زاده ۱۸ اگوست ۱۹۶۳ بازیگر امریکایی و مدیر تولید تئاتر می‌باشد.او بیشتر با نقش پرستون در مجموعه تلویزیونی مشهور پزشک دهکده شناخته می‌شود.

## اوایل زندگی
جیسون در ۱۸ اگوست ۱۹۶۳ در واشینگتن دی.سی. متولد شد.وی قبل از اینکه درگیر بازیگری تئاتر بشود در ساختمان‌سازی و مبل سازی اشتغال داشته‌است.

## فعالیت هنری
وی در بیش از شصت تئاتر به عنوان بازیگر و تهیه‌کننده فعالیت داشته‌است.او در اوایل سال ۱۹۹۴ در سریال پزشک دهکده در نقش ژنرال کاستر به عنوان بازیگر میهمان ظاهر شد و در سال ۱۹۹۵ با ایفای نقش پرستون به جمع بازیگران دایمی سریال پیوست و تا پایان مجموعه یعنی سال ۱۹۹۸ گروه را همراهی کرد.
در ابتدا بازیگر استرالیایی هیو جکمن برای نقش پرستون در نظر گرفته شده بود اما شرایط موجب تغییر و تحول در برنامه شد.
بازیگر نقش دوم سریال جو لاندو اظهار داشت که او و جیسون و خانواده اش از سال ۲۰۰۳ دوستان بسیار خوبی بودند و باقی خواهند ماند.
پس از پایان یافتن پزشک دهکده در سال ۱۹۹۸ جیسون در یک قسمت از سریالی علمی تخیلی در نقش بنیون بازی کرد.
در سال ۱۹۹۹ ادامز بازیگر یک فیلم کوتاه شد.او در این فیلم با جفری لاور همبازی شد که قبل از ان نیز در پزشک دهکده با هم بازی کرده بودند.

## سردرگمی
جیسون لیلند ادمز همچنین با بازیگر و فیلمساز اش ادامز اشتباه گرفته می شد.به دلیل اینکه هم نام بودند و هر دو متولد سال ۱۹۶۳ نیز بودند.
اما جیسون ادمز اولین حضورش در تلویزیون در سال ۱۹۹۴ و در سریال پزشک دهکده بود اما اش ادمز از دهه هشتاد در فیلم‌ها و سریالهای مختلفی ایفای نقش کرده بود.از ان پس جیسون لیلند ادمز قبلی اسم خود را به اش ادمز تغییر داد.
هنوز هم در سایت ای ام دی بی بعضی از نقشهای اش ادمز اشتباهاً به صفحه جیسون لیلند ادمز پیوند داده شده‌اند.در صورتی که جیسون فقط در دو سریال و یک فیلم کوتاه ایفای نقش کرده‌است.سایر کارهایش تئاتر هستند.

## زندگی شخصی
جیسون در سال ۱۹۹۶ با الیشا هوج ازدواج کرد و از دارای دو فرزند یکی ایزابل زاده ۱۹۹۹ و دیگری مکس متولد سال ۲۰۰۱ است.